# Plagodis marginepurpuraria
Plagodis marginepurpuraria är en fjärilsart som beskrevs av Max Joseph Bastelberger 1897. Plagodis marginepurpuraria ingår i släktet Plagodis och familjen mätare. Inga underarter finns listade i Catalogue of Life.